# Anagrus mymaricornis
Anagrus mymaricornis är en stekelart som först beskrevs av Bakkendorf 1962.  Anagrus mymaricornis ingår i släktet Anagrus och familjen dvärgsteklar. Inga underarter finns listade i Catalogue of Life.